# Droga do Utopii
Droga do Utopii (ang. Road to Utopia) – amerykański film komediowy z 1946 roku w reżyserii Hala Walkera, w którym występują Bing Crosby, Bob Hope oraz Dorothy Lamour. Został nakręcony w 1943, lecz wydany dopiero w 1946 r. Niektóre sceny nakręcono w June Lake w Kalifornii. Jest to czwarty film z serii filmów „Droga do...”, z udziałem Crosby’ego i Hope’a. Otrzymał nominację do Oscara za najlepszy oryginalny scenariusz.

## Obsada
- Bing Crosby jako Duke Johnson/Junior Hooton
- Bob Hope jako Chester Hooton
- Dorothy Lamour jako Sal Van Hoyden
- Hillary Brooke jako Kate
- Douglass Dumbrille jako Ace Larson
- Jack La Rue jako LeBec
- Robert Barrat jako Sperry
- Nestor Paiva jako McGurk
- Robert Benchley w roli narratora